# Liste der Brücken über die Töss
Die Liste der Brücken über die Töss enthält die Töss-Übergänge der Vorderen Töss und der Hinteren Töss sowie die Brücken vom Zusammenfluss der zwei Quellbäche bei der Tössscheidi bis zur Mündung in den Rhein bei Tössegg.

## Brückenliste
102 Brücken führen über den Fluss: 63 Strassenbrücken, 25 Fussgängerübergänge, sechs Eisenbahnbrücken, fünf Schwemmstege und drei Rohrbrücken.

### Vordere Töss (Vorder Töss, Vordertöss)
8 Übergänge überqueren die Vordere Töss.
| Bild | Name                                   | Ort             | Lage | Funktion                   | Konstruktion  | Material | Länge in m | Höhe m ü. M. | Bemerkungen |
| ---- | -------------------------------------- | --------------- | ---- | -------------------------- | ------------- | -------- | ---------- | ------------ | --- |
|      | Unbenannte Brücke                      | Hintergoldingen |      | Feldwegbrücke              | Bachdurchlass | Beton    | 4          | 1200         | Wanderweg |
|      | Unbenannte Brücke                      | Hintergoldingen |      | Feldwegbrücke              | Bachdurchlass | Beton    | 4          | 1164         | |
|      | Unbenannte Brücke                      | Hintergoldingen |      | Feldwegbrücke              | Bachdurchlass | Beton    | 4          | 1095         | |
|      | Schwämistrasse-Brücke                  | Hintergoldingen |      | Feldwegbrücke              | Bachdurchlass | Beton    | 6          | 1037         | Fahrverbot für Motorwagen, Motorräder und Motorfahrräder: Nur für Fahrberechtigte Wanderweg |
|      | Unbenannter Übergang                   | Hintergoldingen |      | Feldweg                    | Furt          | Erdboden | 3          | 953          | |
|      | Brücke Vordere Töss (Vorderer Tössweg) | Wald            |      | Strassenbrücke (einspurig) | Bogenbrücke   | Beton    | 5          | 860          | Erhaltenswerte Betonbogenbrücke mit flachem Segmentboden, gebaut 1902, verbreitert ca. 2000, ersetzte eine tiefliegende Holzbrücke Es handelt sich um eine der ältesten bestehenden Betonbrücken des Kantons Zürich. Fahrverbot für Motorwagen, Motorräder und Motorfahrräder: Zufahrt zur Bewirtschaftung gestattet Wanderweg |
|      | Unbenannter Steg                       | Wald            |      | Fussgängerbrücke           | Balkenbrücke  | Holz     | 6          | 845          | Brücke mit einseitigem Geländer Kunstbauten Kanton Zürich: Nummer 120-304 Übergang ist nicht behindertengerecht (Treppe) |
|      | Unbenannter Steg                       | Wald            |      | Fussgängerbrücke           | Balkenbrücke  | Beton    | 10         | 795          | Brücke mit einseitigem Holzgeländer Wanderweg |

### Hintere Töss (Hinter Töss, Hindertöss)
5 Übergänge überspannen die Hintere Töss.
| Bild | Name                 | Ort                    | Lage | Funktion                   | Konstruktion | Material | Länge in m | Höhe m ü. M. | Bemerkungen |
| ---- | -------------------- | ---------------------- | ---- | -------------------------- | ------------ | -------- | ---------- | ------------ | --- |
|      | Unbenannter Steg     | Hintergoldingen        |      | Fussgängerbrücke           | Balkenbrücke | Holz     | 7          | 1102         | Wanderweg |
|      | Unbenannter Übergang | Hintergoldingen        |      | Feldweg                    | Furt         | Erdboden | 3          | 904          | |
|      | Unbenannte Brücke    | Wald – Steg im Tösstal |      | Feldwegbrücke              | Balkenbrücke | Beton    | 6          | 816          | Brücke ohne Geländer Wanderweg |
|      | Bachscheidi-Brücke   | Wald – Steg im Tösstal |      | Strassenbrücke (einspurig) | Balkenbrücke | Beton    | 10         | 798          | Armierte Brücke ohne Geländer Fahrverbot für Motorwagen und Motorräder: An Samstagen, Sonntagen und allgemeinen Feiertagen – Zufahrt zur Bewirtschaftung gestattet Wanderweg |
|      | Brücke Tössscheidi   | Wald – Steg im Tösstal |      | Strassenbrücke (einspurig) | Bogenbrücke  | Beton    | 10         | 794          | Erhaltenswerte Betonbogenbrücke mit flachem Stichbogen mit schiefem Gewölbe und massiven Stirnwänden, gebaut 1899 Es handelt sich vermutlich um die älteste bestehende Sichtbetonbrücke des Kantons Zürich. Fahrverbot für Motorwagen, Motorräder und Motorfahrräder: Zufahrt zur Bewirtschaftung gestattet Wanderweg |

### Oberes Tösstal
51 Brücken und Stege überspannen den Fluss im Oberen Tösstal.
| Bild | Name                                        | Ort                           | Lage | Funktion | Konstruktion            | Material    | Länge in m | Höhe m ü. M. | Bemerkungen |
| ---- | ------------------------------------------- | ----------------------------- | ---- | --- | ----------------------- | ----------- | ---------- | ------------ | --- |
|      | Unbenannter Steg                            | Steg im Tösstal               |      | Fussgängerbrücke | Balkenbrücke            | Holz        | 15         | 758          | Brücke mit einseitigem Metallgeländer |
|      | Stierweid-Brücke                            | Steg im Tösstal               |      | Strassenbrücke (einspurig) | Balkenbrücke            | Beton Holz  | 11         | 747          | Holz-Beton-Verbundbrücke, gebaut 2009, ersetzte eine schmälere Stahlbrücke Höchstgewicht 28 t Zufahrt zum Gebäude Stierweid 1. |
|      | Unbenannter Steg                            | Steg im Tösstal               |      | Fussgängerbrücke | Balkenbrücke            | Beton       | 18         | 744          | Brücke mit Metallgeländer Wanderweg |
|      | Neuhausweg-Brücke                           | Steg im Tösstal               |      | Feldwegbrücke | Balkenbrücke            | Beton       | 12         | 725          | Brücke mit Holzboden |
|      | Unbenannter Steg                            | Steg im Tösstal               |      | Fussgängerbrücke | Balkenbrücke            | Holz        | 18         | 714          | Brücke mir Metallgeländer Kunstbauten Kanton Zürich: Nummer 114-304 Wanderweg |
|      | Unbenannter Steg                            | Steg im Tösstal               |      | Fussgängerbrücke | Balkenbrücke            | Beton       | 18         | 711          | Brücke mit blauem Metallgeländer Wanderweg |
|      | Breitenmatt-Brücke (Schwarzengrundstrasse)  | Steg im Tösstal               |      | Strassenbrücke (einspurig) mit schmalen Trottoirs                                                                                               | Balkenbrücke            | Beton       | 25         | 706          | Höchstgeschwindigkeit 50 km/h Zufahrt zum Parkplatz Skilift Steg |
|      | Egglistrasse-Brücke                         | Steg im Tösstal               |      | Strassenbrücke (zweispurig) mit Trottoir | Balkenbrücke            | Beton       | 25         | 700          | Höchstgeschwindigkeit 50 km/h Wanderland-Route 4 ViaJacobi, Etappe 23 Fischingen–Rapperswil (SG) und Route 864 Hüttchopf Weg, Steg–Wald |
|      | Tössbrücke im Boden (Tösstalstrasse)        | Steg im Tösstal               |      | Strassenbrücke (zweispurig) mit Trottoirs und Velostreifen                                                                                      | Balkenbrücke            | Beton       | 28         | 700          | Kunstbauten Kanton Zürich: Nummer 114-004 Höchstgeschwindigkeit 50 km/h ZVV-Buslinie 854 (Rüti ZH–Bauma) Veloland-Route 53 Töss-Jona-Route, Etappe 2 Turbenthal–Rapperswil |
|      | Obere Tössbrücke bei Steg (Tösstalstrasse)  | Steg im Tösstal               |      | Strassenbrücke (dreispurig) mit Trottoirs und Velostreifen, einspurig Fahrtrichtung Bauma, zweispurig Fahrtrichtung Fischenthal mit Abzweigspur | Balkenbrücke            | Beton       | 20         | 694          | Brücke mit Werkleitungen unterhalb der Fahrbahn, gebaut 1977, saniert 2008/09 Kunstbauten Kanton Zürich: Nummer 114-003 Höchstgeschwindigkeit 50 km/h ZVV-Buslinie 854 (Rüti ZH–Bauma) Veloland-Route 53 Töss-Jona-Route, Etappe 2 Turbenthal–Rapperswil Wanderland-Route 4 ViaJacobi, Etappe 23 Fischingen–Rapperswil (SG) und Route 864 Hüttchopf Weg, Steg–Wald |
|      | Untere Tössbrücke bei Steg (Tösstalstrasse) | Steg im Tösstal               |      | Strassenbrücke (zweispurig) mit Trottoirs und Fussgängerstreifen                                                                                | Balkenbrücke            | Beton       | 25         | 690          | Kunstbauten Kanton Zürich: Nummer 114-002 Höchstgeschwindigkeit 50 km/h ZVV-Buslinie 854 (Rüti ZH–Bauma) Veloland-Route 53 Töss-Jona-Route, Etappe 2 Turbenthal–Rapperswil Wanderland-Route 4 ViaJacobi, Etappe 23 Fischingen–Rapperswil (SG) und Route 864 Hüttchopf Weg, Steg–Wald |
|      | Wasserleitungs-Brücke                       | Steg im Tösstal               |      | Rohrleitungsbrücke | Balkenbrücke            | Stahl       | 25         | 689          | |
|      | Tössbrücke bei Steg (Tösstalbahn)           | Steg im Tösstal               |      | Eisenbahnbrücke (eingleisig) | Bogenbrücke             | Beton       | 30         | 688          | Schützenswerte Betonbogenbrücke, gebaut 1946, ersetzte Halbparabelträger-Stahlkonstruktion von 1875/76 Höchstgeschwindigkeit 80 km/h Tösstallinie Winterthur – Rüti ZH |
|      | Ennerlenzenstrasse-Brücke                   | Steg im Tösstal               |      | Strassenbrücke (einspurig) | Fachwerkbrücke          | Stahl       | 20         | 680          | Parallelgurtige Stahlfachwerkbrücke, gebaut 1892, umgebaut 1953 mit einer Betonfahrbahn Höchstgeschwindigkeit 50 km/h, Höchstgewicht 8 t |
|      | Finsternau-Brücke (Orflenstrasse)           | Steg im Tösstal               |      | Strassenbrücke (einspurig) | Sprengwerkbrücke        | Beton Stahl | 28         | 675          | Elegante Stahlbeton-Sprengwerkbrücke, gebaut 1956, ersetzte Brücke von 1928 Die traditionelle Sprengwerk-Konstruktion entstand im Holzbrückenbau des 15. Jahrhunderts, sie lässt bei Hochwasser das Schwemmmaterial ungehindert abfliessen. Höchstgeschwindigkeit 50 km/h |
|      | Schlössli-Brücke (Tösstalstrasse)           | Bauma                         |      | Strassenbrücke (zweispurig) mit Trottoir/Veloweg und Rohrleitung unterhalb der Fahrbahn                                                         | Balkenbrücke            | Beton       | 50         | 665          | Gebaut 1984, instand gesetzt 2013/14, ersetzte gedeckte Holzbrücke von 1820 Kunstbauten Kanton Zürich: Nummer 297-003 Höchstgeschwindigkeit 80 km/h ZVV-Buslinie 854 (Rüti ZH–Bauma) Veloland-Route 53 Töss-Jona-Route, Etappe 2 Turbenthal–Rapperswil |
|      | Tössbrücke Bauma (Tösstalbahn)              | Bauma                         |      | Eisenbahnbrücke (eingleisig) | Bogenbrücke             | Beton       | 30         | 664          | Schützenswerte Betonbogenbrücke, gebaut 1945, ersetzte Halbparabelträger-Stahlkonstruktion von 1875/76 Höchstgeschwindigkeit 80 km/h Tösstallinie Winterthur – Rüti ZH |
|      | Tössbrücke Wellenau                         | Wellenau                      |      | Strassenbrücke (zweispurig) mit schmalem Trottoir                                                                                               | Balkenbrücke            | Beton       | 30         | 659          | Gebaut 1981, saniert 2020, ersetzte Betonbogenbrücke von 1903 Sackgasse |
|      | Tüfenbach-Steg                              | Bauma                         |      | Fussgängerbrücke mit Rohrleitungen unterhalb des Holzsteges                                                                                     | Fachwerkbrücke          | Stahl       | 30         | 653          | Parallelgurtige Stahlfachwerkbrücke mit Holzboden, fertiggestellt 1890 Kunstbauten Kanton Zürich: Nummer 297-325 Wanderweg |
|      | Blacketen-Brücke (Tüfenbachstrasse)         | Bauma                         |      | Strassenbrücke (einspurig) mit Rohrleitungen unterhalb der Fahrbahn                                                                             | Fachwerkbrücke          | Stahl       | 23         | 646          | Parallelgurtige Stahlfachwerkbrücke, gebaut 1895, umgebaut mit Betonfahrbahn 1950, instand gestellt 2011/12 Das Bauwerk ist denkmalgeschützt. Höchstgeschwindigkeit 80 km/h, Höchstgewicht 8 t |
|      | Sternenbergstrasse-Brücke                   | Bauma                         |      | Strassenbrücke (zweispurig) mit Trottoir 806 | Bogenbrücke             | Beton       | 30         | 639          | Gebaut 2000, ersetzte halbparabelträger Stahlfachwerkbrücke von 1904 und gedeckte Holzbrücke Kunstbauten Kanton Zürich: Nummer 297-014 Höchstgeschwindigkeit 50 km/h PostAuto-Buslinie 809 (Bauma−Sternenberg) |
|      | Hundschilen-Brücke (Sennhüttenstrasse)      | Bauma                         |      | Strassenbrücke (einspurig) | Fachwerkbrücke          | Stahl       | 27         | 634          | Halbparabelträger Stahlfachwerkbrücke, gebaut 1904, umgebaut mit Betonfahrbahn 1950, notsaniert 2015 und saniert 2020 Höchstgeschwindigkeit 50 km/h, Höchstgewicht 8 t Veloland-Route 53 Töss-Jona-Route, Etappe 2 Turbenthal–Rapperswil Wanderweg |
|      | Altlandenbergstrasse-Brücke                 | Bauma                         |      | Strassenbrücke (zweispurig) mit Trottoir | Balkenbrücke            | Beton       | 50         | 628          | Höchstgeschwindigkeit 50 km/h |
|      | Altlandenberg-Brücke                        | Bauma                         |      | Strassenbrücke (einspurig), dient heute nur noch Fussgängern und Velofahrern                                                                    | Fachwerkbrücke          | Stahl       | 27         | 627          | Halbparabelträger Stahlfachwerkbrücke, gebaut 1890, umgebaut mit Betonfahrbahn 1950 Fahrverbot für Motorwagen, Motorräder und Motorfahrräder Verbot für Tiere (Pferd) Wanderweg |
|      | Schwemmsteg                                 | Saland                        |      | Fussgängerbrücke | Balkenbrücke Drehbrücke | Holz        | 15         | 619          | Bewegliche Holzbretter-Drehbrücke Begehung auf eigene Gefahr, Trittsicherheit erforderlich, bei Hochwasser werden die Stämme in die Flussrichtung geschwemmt und sind nicht begehbar Kunstbauten Kanton Zürich: Nummer 297-301 Wanderweg |
|      | Unbenannter Steg                            | Saland                        |      | Fussgängerbrücke | Fachwerkbrücke          | Stahl       | 22         | 616          | Parallelgurtige Stahlfachwerkbrücke mit Holzboden, gebaut 1890 Übergang ist nicht behindertengerecht (Treppe) Wanderweg |
|      | Dillhaus-Brücke                             | Saland                        |      | Strassenbrücke (ehemalig), dient heute Fussgängern und Velofahrern                                                                              | Fachwerkbrücke          | Stahl       | 26         | 612          | Parallelgurtige Stahlfachwerkbrücke mit Holzboden, gebaut 1890, verstärkt mit Gitterrostfahrbahn 1976 Die Tössbrücke für Langsamverkehr bei Dillhaus soll durch eine gedeckte Holzbrücke ersetzt werden. Wanderweg |
|      | Juckern-Brücke (Juckerenstrasse)            | Saland                        |      | Strassenbrücke (zweispurig) mit Trottoir 806 | Bogenbrücke             | Stahl       | 30         | 606          | Stahlbogenbrücke, gebaut 2001, ersetzte halbparabelträger Stahlfachwerkbrücke von 1895 Kunstbauten Kanton Zürich: Nummer 297-011 Höchstgeschwindigkeit 80 km/h Skatingland-Route 3 Mittelland Skate, Etappe 3 Winterthur–Uster Veloland-Route 41 Pilger-Route, Etappe 2 Fischingen–Meilen |
|      | Schwemmsteg                                 | Saland                        |      | Fussgängerbrücke | Balkenbrücke Drehbrücke | Holz        | 15         | 602          | Bewegliche Holzbretter-Drehbrücke Begehung auf eigene Gefahr, Trittsicherheit erforderlich, bei Hochwasser werden die Stämme in die Flussrichtung geschwemmt und sind nicht begehbar |
|      | Unbenannter Steg                            | Saland – Wila                 |      | Fussgängerbrücke | Fachwerkbrücke          | Stahl       | 30         | 595          | Parallelgurtige Stahlfachwerkbrücke mit bretterbelegtem Gehweg, fertiggestellt 1878 Wanderweg |
|      | Au-Brücke (Auwisstrasse)                    | Wila                          |      | Strassenbrücke (einspurig) | Fachwerkbrücke          | Stahl       | 30         | 590          | Halbparabelträger Stahlfachwerkbrücke, gebaut 1892, umgebaut mit einer Betonfahrbahn 1950 Vortritt vor dem Gegenverkehr (Fahrtrichtung Saland) Dem Gegenverkehr Vortritt lassen (Fahrtrichtung Tablat) Höchstgeschwindigkeit 80 km/h, Höchstgewicht 16 t Skatingland-Route 3 Mittelland Skate, Etappe 3 Winterthur–Uster Veloland-Route 53 Töss-Jona-Route, Etappe 2 Turbenthal–Rapperswil                                                                             |
|      | Sengistrasse-Brücke                         | Wila – Tablat                 |      | Strassenbrücke (einspurig) | Fachwerkbrücke          | Stahl       | 27         | 577          | Halbparabelträger Stahlfachwerkbrücke, gebaut 1892, umgebaut mit einer Betonfahrbahn 1950 Höchstgeschwindigkeit 50 km/h, Höchstgewicht 10 t |
|      | Steinenbachstrasse-Brücke                   | Wila – Turbenthal             |      | Strassenbrücke (zweispurig) mit Trottoir 812 | Balkenbrücke            | Beton       | 100        | 570          | Höchstgeschwindigkeit 80 km/h PostAuto-Buslinie 807 (Turbenthal−Wila−Sitzberg) |
|      | Tablatstrasse-Brücke                        | Wila                          |      | Strassenbrücke (einspurig) | Fachwerkbrücke          | Stahl       | 33         | 567          | Halbparabelträger Stahlfachwerkbrücke mit zwei parallelgurtigen Vorlandbrücken, gebaut 1878, umgebaut mit einer Gitterrostfahrbahn 1976 Engpass Höchstgeschwindigkeit 20 km/h, Höchstgewicht 5 t, Höchstbreite 2,6 m Wanderweg |
|      | Sommerau-Brücke                             | Wila                          |      | Strassenbrücke (einspurig) | Fachwerkbrücke          | Stahl       | 27         | 561          | Halbparabelträger Stahlfachwerkbrücke, gebaut 1898, verstärkt mit einer Betonfahrbahn 1952 Höchstgeschwindigkeit 80 km/h, Höchstgewicht 13 t Skatingland-Route 3 Mittelland Skate, Etappe 3 Winterthur–Uster Veloland-Route 53 Töss-Jona-Route, Etappe 2 Turbenthal–Rapperswil Wanderweg |
|      | Tössbrücke Wila (Tösstalbahn)               | Wila                          |      | Eisenbahnbrücke (eingleisig) | Fachwerkbrücke          | Stahl       | 36         | 561          | Gebaut 1946, ersetzte Stahlkonstruktion von 1875/76 Höchstgeschwindigkeit 95 km/h Tösstallinie Winterthur – Rüti ZH |
|      | Tösstalstrasse-Brücke                       | Wila                          |      | Strassenbrücke (zweispurig) mit Trottoirs | Balkenbrücke            | Beton       | 40         | 559          | Kunstbauten Kanton Zürich: Nummer 181-003 Höchstgeschwindigkeit 80 km/h PostAuto-Buslinie 807 (Turbenthal−Wila−Sitzberg) |
|      | Schützenhaus-Steg                           | Wildberg – Turbenthal         |      | Fussgängerbrücke | Fachwerkbrücke          | Stahl       | 30         | 551          | Parallelgurtige Stahlfachwerkbrücke mit Treppe und Rampe, gebaut 1891 Wanderweg |
|      | Schwemmsteg                                 | Wildberg – Turbenthal         |      | Fussgängerbrücke | Balkenbrücke Drehbrücke | Holz        | 20         | 545          | Bewegliche Holzbretter-Drehbrücke Begehung auf eigene Gefahr, Trittsicherheit erforderlich, bei Hochwasser werden die Stämme in die Flussrichtung geschwemmt und sind nicht begehbar Kunstbauten Kanton Zürich: Nummer 228-307 |
|      | Fridtal-Brücke (Wildbergstrasse)            | Wildberg – Turbenthal         |      | Strassenbrücke (zweispurig) mit Trottoir und Velostreifen 354                                                                                   | Balkenbrücke            | Beton       | 50         | 542          | Ersetzte Stahlfachwerkbrücke von 1879, wobei die offene Holzbrücke von 1849 bei den Überschwemmungen von 1876 zerstört wurde Kunstbauten Kanton Zürich: Nummer 228-002 Höchstgeschwindigkeit 50 km/h PostAuto-Buslinie 825 (Pfäffikon ZH−Russikon−Wildberg−Turbenthal) Skatingland-Route 3 Mittelland Skate, Etappe 3 Winterthur–Uster Veloland-Route 5 Mittelland-Route, Etappe 2 Wil (SG)–Kloten und Route 53 Töss-Jona-Route, Etappe 1 Eglisau–Turbenthal Wanderweg |
|      | Rämismühle-Brücke (Seefeldstrasse)          | Rämismühle                    |      | Strassenbrücke (einspurig) | Fachwerkbrücke          | Stahl       | 37         | 528          | Parallelgurtige Stahlfachwerkbrücke mit Holzfahrbahn, gebaut 1886, verstärkt 1950 Fahrverbot für Motorwagen, Motorräder und Motorfahrräder: Zufahrt zu den angrenzenden Liegenschaften und zur Bewirtschaftung gestattet Höchstgeschwindigkeit 50 km/h, Höchstgewicht 3,5 t Wanderweg |
|      | Hornsäge-Brücke (Hornwidenstrasse)          | Rämismühle                    |      | Strassenbrücke (einspurig) | Balkenbrücke            | Beton       | 40         | 523          | Ersetzte Stahlfachwerkbrücke von 1884 Fahrverbot für Motorwagen, Motorräder und Motorfahrräder: Zufahrt zu den angrenzenden Liegenschaften und zur Bewirtschaftung gestattet Höchstgeschwindigkeit 30 km/h, Höchstgewicht 16 t Skatingland-Route 3 Mittelland Skate, Etappe 3 Winterthur–Uster Veloland-Route 5 Mittelland-Route, Etappe 2 Wil (SG)–Kloten und Route 53 Töss-Jona-Route, Etappe 1 Eglisau–Turbenthal Wanderweg                                         |
|      | Neschwilerstrasse-Brücke                    | Rikon im Tösstal              |      | Strassenbrücke (zweispurig) mit Trottoir | Balkenbrücke            | Beton       | 35         | 511          | Gebaut 1984, ersetzte Stahlfachwerkbrücke von 1880 Höchstgeschwindigkeit 50 km/h Wanderweg |
|      | Schöntalstrasse-Brücke                      | Rikon im Tösstal              |      | Strassenbrücke (zweispurig) mit Trottoir | Balkenbrücke            | Beton       | 40         | 502          | Höchstgeschwindigkeit 50 km/h Skatingland-Route 3 Mittelland Skate, Etappe 3 Winterthur–Uster Veloland-Route 5 Mittelland-Route, Etappe 2 Wil (SG)–Kloten und Route 53 Töss-Jona-Route, Etappe 1 Eglisau–Turbenthal |
|      | Schöntal-Brücke                             | Rikon im Tösstal              |      | Strassenbrücke (einspurig) | Bogenbrücke             | Beton       | 40         | 501          | Zweigelenkbogenbrücke, gebaut 1906, denkmalgerecht saniert 2015/16, ersetzte Holzfachwerkbrücke von 1877/78 Das Bauwerk ist denkmalgeschützt. Kunstbauten Kanton Zürich: Nummer 231-004 |
|      | Au-Brücke                                   | Kollbrunn                     |      | Fussgänger- und Velobrücke | Fachwerkbrücke          | Stahl       | 39         | 496          | Parallelgurtige Stahlfachwerkbrücke mit Holzfahrbahn, gebaut 1881, verstärkt 1920 und 1971 Das Bauwerk ist denkmalgeschützt. Fahrverbot für Motorwagen, Motorräder und Motorfahrräder |
|      | Brunnenweidenstrasse-Brücke                 | Kollbrunn                     |      | Strassenbrücke (zweispurig) mit Trottoir | Balkenbrücke            | Beton       | 40         | 493          | Sackgasse Höchstgeschwindigkeit 50 km/h |
|      | Schwemmsteg                                 | Kollbrunn                     |      | Fussgängerbrücke | Balkenbrücke Drehbrücke | Holz        | 20         | 491          | Bewegliche Holzbretter-Drehbrücke Begehung auf eigene Gefahr, Trittsicherheit erforderlich, bei Hochwasser werden die Stämme in die Flussrichtung geschwemmt und sind nicht begehbar |
|      | Obere Spinnerei Gewerbekanal-Aquädukt       | Kollbrunn                     |      | Rohrleitungsbrücke mit privatem Werksteg | Fachwerkbrücke          | Stahl       | 70         | 491          | Begehbare Stahlfachwerkbrücke, gebaut 1877, ersetzte einen offenen Holzkanal, der durch das Tösshochwasser 1876 zerstört wurde |
|      | Weisslingerstrasse-Brücke                   | Illnau-Effretikon – Kollbrunn |      | Strassenbrücke (zweispurig) mit Trottoirs 822                                                                                                   | Balkenbrücke            | Beton       | 50         | 489          | Ersetzte gedeckte Holzbrücke von 1838 Kunstbauten Kanton Zürich: Nummer 231-010 Höchstgeschwindigkeit 60 km/h PostAuto-Buslinie 832 (Fehraltorf−Russikon−Weisslingen−Kollbrunn) Wanderweg |
|      | Seemerrüti-Steg                             | Illnau-Effretikon – Kollbrunn |      | Fussgängerbrücke | Fachwerkbrücke          | Stahl       | 40         | 477          | Parallelgurtige Stahlfachwerkbrücke mit Holzboden, gebaut 1888 |

### Stadt Winterthur
27 Brücken und Stege überspannen den Fluss in Winterthur.
| Bild | Name                                                     | Ort                                    | Lage | Funktion                                                                        | Konstruktion                                                           | Material                                               | Länge in m | Höhe m ü. M. | Bemerkungen |
| ---- | -------------------------------------------------------- | -------------------------------------- | ---- | ------------------------------------------------------------------------------- | ---------------------------------------------------------------------- | ------------------------------------------------------ | ---------- | ------------ | --- |
|      | Hermann Bühler-Brücke                                    | Illnau-Effretikon – Winterthur-Sennhof |      | Strassenbrücke (zweispurig)                                                     | Balkenbrücke                                                           | Beton                                                  | 40         | 477          | Gebaut 1998, ersetzte Stahlbetonbogenbrücke Höchstgeschwindigkeit 50 km/h Skatingland-Route 3 Mittelland Skate, Etappe 3 Winterthur–Uster Veloland-Route 5 Mittelland-Route, Etappe 2 Wil (SG)–Kloten, Route 53 Töss-Jona-Route, Etappe 1 Eglisau–Turbenthal und Route 86 Rheinfall—Zürcher Oberland, Etappe 1 Schaffhausen–Pfäffikon ZH Wanderweg 400 m flussabwärts auf der rechten Flussseite befindet sich das national geschützte Amphibienlaichgebiet Weiher Häsental.          |
|      | Spinnerei Bühler-Steg                                    | Kyburg – Winterthur-Sennhof            |      | Fussgängerbrücke                                                                | Fachwerkbrücke                                                         | Stahl                                                  | 35         | 469          | Parallelgurtige Stahlfachwerkbrücke mit Holzboden und abschliessbaren Toren, gebaut 1877 Der Übergang verbindet die Fabrik im Sennhof zum Turbinenhaus über die Mülau auf der rechten Tössseite. Steg ist bis heute nicht öffentlich begehbar |
|      | Kyburg-Brücke (Linsentalbrücke)                          | Kyburg – Winterthur-Sennhof            |      | Strassenbrücke (einspurig)                                                      | Gedeckte Brücke                                                        | Holz                                                   | 25         | 467          | Gedeckte Holzbrücke, gebaut 1845/46, verstärkt 1941 Älteste Holzbrücke auf Stadtgebiet, die noch am ursprünglichen Ort steht. Als einzige Holzbrücke der Töss dient die Hängewerksbrücke auch heute noch dem Strassenverkehr an ihrem ursprünglichen Standort. Das Bauwerk ist denkmalgeschützt. Vortritt vor dem Gegenverkehr (Fahrtrichtung Winterthur-Sennhof) Dem Gegenverkehr Vortritt lassen (Fahrtrichtung Kyburg) Höchstgeschwindigkeit 80 km/h, Höchstgewicht 18 t Wanderweg |
|      | Bruni-Brücke                                             | Winterthur-Töss                        |      | Strassenbrücke (einspurig) mit schmalen Trottoirs                               | Gedeckte Brücke                                                        | Holz                                                   | 42         | 448          | Gedeckte Holzbrücke mit Metallgitterfahrbahn, gebaut 1839 in Pfungen und 1974 hierher versetzt Höchstgeschwindigkeit 20 km/h, Höchstgewicht 11 t, Höchsthöhe 4,0 m Veloland-Route 5 Mittelland-Route, Etappe 2 Wil (SG)–Kloten Wanderland-Route 871 Rundweg Winterthur, Kemptthal–Elsau, Tolhusen |
|      | Ritplatz-Steg (Chinesenbrüggli)                          | Winterthur-Töss                        |      | Fussgängerbrücke                                                                | Sprengwerkbrücke                                                       | Holz                                                   | 42         | 443          | Holztrapez-Sprengwerkbrücke mit beidseitigen Durchfahrtssperren und Treppe, gebaut 1911, saniert 2007 Dieser hochgewölbte Steg heisst Chinesenbrüggli, weil er einem chinesischen Brückentyp nachempfunden ist. An beiden Ufern verhindern eingerammte Eisenbahnschienen den Durchgang für Handkarren.! Verbot für Tiere (Pferd) Wanderweg Übergang ist nicht behindertengerecht |
|      | Monster-Festival-Brücke («Out in the Green» Provisorium) | Winterthur-Töss                        |      | Strassenbrücke (ehemalig)                                                       | Balkenbrücke                                                           | Holz Stahl                                             | 40         | 442          | Provisorische Holzbrücke mit Stahlträgern, gebaut 1994 für das Monster Festival auf dem Reitplatz Winterthur. Nach dem Rockfestival wurde die Brücke abgebrochen. |
|      | Tössstrasse-Brücke                                       | Winterthur-Töss                        |      | Strassenbrücke (einspurig) mit schmalem Trottoir                                | Balkenbrücke                                                           | Beton                                                  | 50         | 437          | Gebaut 1968, ersetzte Eisenbetonsteg von 1931 Fahrverbot für Motorwagen, Motorräder und Motorfahrräder: Güterumschlag gestattet Höchstgewicht 16 t Wanderweg |
|      | SBB-Brücken in der Grüenau (Zürcherlinie)                | Winterthur-Töss                        |      | Eisenbahnbrücken (zweigleisig und eingleisig)                                   | Fachwerkbrücke (eingleisige Brücke) Balkenbrücke (zweigleisige Brücke) | Stahl (eingleisige Brücke) Beton (zweigleisige Brücke) | 61         | 435          | Die zweigleisige Spannbetonbrücke, gebaut 1986, ersetzte Fachwerkbrücke von 1896, als erste entstand 1855 die einspurige Brücke als Stahlgitterträger, 1861/62 gleichartige Brücke für die zweite Spur Höchstgeschwindigkeit 125 km/h Bahnstrecke Zürich–Winterthur |
|      | Auwiesenstrasse-Brücke                                   | Winterthur-Töss                        |      | Strassenbrücke (zweispurig) mit Trottoirs und Velostreifen                      | Bogenbrücke                                                            | Beton                                                  | 50         | 433          | Gebaut 1959 Höchstgeschwindigkeit 50 km/h Stadtbus Winterthur-Buslinie 5 (Dättnau–HB–Technorama) Veloland-Route 5 Mittelland-Route, Etappe 2 Wil (SG)–Kloten und Route 45 Wyland–Downtown, Etappe 2 Winterthur–Zürich |
|      | Unbenannter Steg                                         | Winterthur-Töss                        |      | Fussgängerbrücke                                                                | Bogenbrücke                                                            | Stahl                                                  | 40         | 432          | Private Brücke mit Schwingtor, gebaut 1991, verbindet den Parkplatz mit dem Werkareal der Rieter-Holding auf der rechten Tössseite. |
|      | Zürcherstrasse-Brücke (nordwärts)                        | Winterthur-Töss                        |      | Strassenbrücke (zweispurig) mit designierter Busspur, Trottoir und Velostreifen | Balkenbrücke                                                           | Beton                                                  | 120        | 428          | Einbahnstrasse Höchstgeschwindigkeit 50 km/h Stadtbus Winterthur-Buslinie 674 (Seuzach–HB–Pfungen) |
|      | Zürcherstrasse-Brücke (südwärts)                         | Winterthur-Töss                        |      | Strassenbrücke (zweispurig) mit designierter Busspur, Trottoir und Velostreifen | Balkenbrücke                                                           | Beton                                                  | 150        | 428          | Brücke überspannt den Tösstunnel Einbahnstrasse Höchstgeschwindigkeit 60 km/h Stadtbus Winterthur-Buslinie 674 (Seuzach–HB–Pfungen) |
|      | Töss-Überdeckung (A1-Autobahn)                           | Winterthur-Töss                        |      | Autobahnbrücke (vierspurig) mit Pannenstreifen                                  | Balkenbrücke                                                           | Beton                                                  | 303        | 428          | Gebaut 1965/66, überquert den Tösstunnel mit einer überdeckten Länge von 303 m. Die Tössüberdeckung der Autobahn musste 1996 totalsaniert werden. Vor dem Bau der Autobahn überquerte an diesem Standort eine Tuffstein-Bogenbrücke von 1851 den Fluss («Kronenbrücke», Hauptstrasse Zürich–Winterthur). Höchstgeschwindigkeit 100 km/h |
|      | Nägelseestrasse-Brücke                                   | Winterthur-Töss                        |      | Strassenbrücke (zweispurig) mit Trottoirs                                       | Balkenbrücke                                                           | Beton Stahl                                            | 30         | 426          | Stahlverbund-Balkenbrücke, gebaut 1997/98, ersetzte Spannbetonbrücke von 1968 und ehemalige gedeckte Holzbrücke Sackgasse Höchstgeschwindigkeit 30 km/h |
|      | SBB-Brücke (Bülacherlinie)                               | Winterthur-Töss                        |      | Eisenbahnbrücke (eingleisig)                                                    | Hohlkastenbrücke                                                       | Stahl                                                  | 70         | 426          | Vollwand-Blechträgerbrücke, gebaut 1907, totalsaniert 1994, ersetzte parallelgurtigen Stahlgitterträger von 1876 Höchstgeschwindigkeit 100 km/h Bahnstrecke Winterthur–Koblenz |
|      | Metzgerstrasse-Brücke                                    | Winterthur-Töss                        |      | Strassenbrücke (einspurig) mit abgetrenntem Trottoir                            | Fachwerkbrücke                                                         | Stahl                                                  | 44         | 425          | Halbparabelträger Stahlfachwerkbrücke mit Gitterrostfahrbahn, gebaut 1881, repariert und verstärkt 1928, ersetzte eine gedeckte Holzbrücke von 1865 Vortritt vor dem Gegenverkehr (Fahrtrichtung Winterthur-Rebwiesen) Dem Gegenverkehr Vortritt lassen (Fahrtrichtung Kirchliches Zentrum St. Josef) Höchstgeschwindigkeit 30 km/h, Höchstgewicht 3,5 t Veloland-Route 205 Industrieveloweg Winterthur                                                                               |
|      | Nägelsee-Brücke (Schlachthofstrasse)                     | Winterthur-Töss                        |      | Strassenbrücke (zweispurig) mit Trottoirs                                       | Hohlkastenbrücke                                                       | Beton Stahl                                            | 60         | 422          | Stahl-Eisenbeton-Verbundbrücke, gebaut 1937/38 Höchstgeschwindigkeit 50 km/h Veloland-Route 205 Industrieveloweg Winterthur |
|      | Schwemmsteg                                              | Winterthur-Töss                        |      | Fussgängerbrücke                                                                | Balkenbrücke Drehbrücke                                                | Holz                                                   | 25         | 420          | Bewegliche Holzbretter-Drehbrücke, gebaut 2019 auf dem Areal der Schweizerischen Technischen Fachschule- Begehung auf eigene Gefahr, Trittsicherheit erforderlich, bei Hochwasser werden die Stämme in die Flussrichtung geschwemmt und sind nicht begehbar. |
|      | Schlossberg-Brücke                                       | Winterthur-Wülflingen                  |      | Fussgängerbrücke                                                                | Fachwerkbrücke                                                         | Stahl                                                  | 30         | 419          | Private Stahlfachwerkbrücke mit Gitterrostboden, Treppe und abschliessbaren Toren Verbot für Fussgänger |
|      | Schlosshof-Steg                                          | Winterthur-Wülflingen                  |      | Fussgänger- und Velobrücke                                                      | Stabbogenbrücke                                                        | Beton Stahl                                            | 48         | 418          | Versteifte Stahlbeton-Stabbogenbrücke mit Barrieren, gebaut 1933 (Cornel Doswald und Urs Widmer) oder 1934 (Max Bill) Das Bauwerk ist denkmalgeschützt. Verbot für Tiere (Pferd) |
|      | Schlosstalbrücke (A1-Autobahn)                           | Winterthur-Wülflingen                  |      | Autobahnbrücke (vierspurig) mit Pannenstreifen                                  | Balkenbrücke                                                           | Beton                                                  | 162        | 416          | Gebaut 1967, eröffnet 1968, instand gesetzt 2014/15 Höchstgeschwindigkeit 100 km/h Das Bauwerk überquert auch die Schlosstalstrasse, den Schlosstalweg und den Herrenholzweg. |
|      | Wespimühle-Brücke (Wieshofstrasse)                       | Winterthur-Wülflingen                  |      | Strassenbrücke (zweispurig) mit Trottoirs                                       | Rahmenbrücke                                                           | Beton Stahl                                            | 30         | 409          | Eisenbeton-Rahmenbrücke, gebaut 1951, ersetzte Stahlfachwerkbrücke von 1878 Höchstgeschwindigkeit 50 km/h Veloland-Route 53 Töss-Jona-Route, Etappe 1 Eglisau–Turbenthal und Route 205 Industrieveloweg Winterthur Wanderweg |
|      | Eulacher-Steg                                            | Winterthur-Wülflingen                  |      | Fussgänger- und Velobrücke                                                      | Gedeckte Brücke                                                        | Holz                                                   | 49         | 407          | Gedeckte Holzbrücke, gebaut 1992 mit 70 Winterthurer Weisstannen, ersetzte den 1970 durch Hochwasser zerstörten Steg Wanderland-Route 903 Tössegg-Klettgau-Weg, Etappe 1 Winterthur–Rüdlingen |
|      | Johannes-Beugger-Brücke                                  | Winterthur-Wülflingen                  |      | Strassenbrücke (zweispurig)                                                     | Balkenbrücke                                                           | Beton                                                  | 50         | 406          | Gebaut 2006/07 Höchstgeschwindigkeit 30 km/h Stadtbus Winterthur-Buslinie 7 (Bahnhof Wülflingen–HB–Elsau, Melcher) |
|      | Johannes-Beugger-Steg                                    | Winterthur-Wülflingen                  |      | Fussgängerbrücke                                                                | Fachwerkbrücke                                                         | Stahl                                                  | 50         | 406          | Stahlfachwerkbrücke, gebaut 1963, seither renoviert Fussweg Veloland-Route 205 Industrieveloweg Winterthur Wanderweg |
|      | Hard-Brücke (Brücke zur Fabrik in der Hard)              | Winterthur-Wülflingen                  |      | Strassenbrücke (einspurig) mit Rohrleitungen neben der Fahrbahn                 | Fachwerkbrücke                                                         | Stahl                                                  | 25         | 402          | Private Brücke, gebaut 1802, mehrfach renoviert, zum Beispiel wurde der Holzbohlenbelag durch eine Gitterrostfahrbahn ersetzt Allgemeines Fahrverbot: Zubringerdienst und Velos erlaubt Höchstgewicht 3,5 t Wanderland-Route 903 Tössegg-Klettgau-Weg, Etappe 1 Winterthur–Rüdlingen |
|      | Hardgutstrasse-Brücke                                    | Winterthur-Wülflingen – Neftenbach     |      | Strassenbrücke (zweispurig) mit Trottoirs                                       | Balkenbrücke                                                           | Stahl Beton                                            | 70         | 394          | Stahlvollwandträgerbrücke mit Betonplatte, gebaut 1949 Höchstgeschwindigkeit 80 km/h Zufahrt zur Kläranlage Hard |

### Unteres Tösstal
11 Brücken und Stege überspannen den Fluss im Unteren Tösstal.
| Bild | Name                                   | Ort                  | Lage | Funktion                                                                             | Konstruktion   | Material | Länge in m | Höhe m ü. M. | Bemerkungen |
| ---- | -------------------------------------- | -------------------- | ---- | ------------------------------------------------------------------------------------ | -------------- | -------- | ---------- | ------------ | --- |
|      | Weiacherstrasse-Brücke (Weiachstrasse) | Pfungen – Neftenbach |      | Strassenbrücke (zweispurig) mit Trottoirs                                            | Balkenbrücke   | Beton    | 80         | 389          | Gebaut 1969, ersetzte gedeckte Holzbrücke von 1839 Kunstbauten Kanton Zürich: Nummer 223-007 Höchstgeschwindigkeit 60 km/h Stadtbus Winterthur-Buslinie 674 (Seuzach–HB–Pfungen) Die hydrometrische Messstation Töss - Neftenbach (2132) vom Bundesamt für Umwelt (BAFU) befindet sich auf der rechten Flussseite. 500 m flussaufwärts auf der linken Flussseite befindet sich das national geschützte Amphibienlaichgebiet Bruni. |
|      | Pfungen-Steg                           | Pfungen – Neftenbach |      | Fussgängerbrücke                                                                     | Balkenbrücke   | Beton    | 50         | 386          | Gebaut 1916 im Auftrag der Schweizerischen Decken- und Tuchfabriken Pfungen-Turbenthal nach einem Projekt der Firma Locher & Cie Kunstbauten Kanton Zürich: Nummer 223-301 Verbot für Tiere (Pferd) Wanderweg |
|      | Dättlikonerstrasse-Brücke              | Pfungen – Dättlikon  |      | Strassenbrücke (zweispurig) mit schmalen Trottoirs                                   | Balkenbrücke   | Beton    | 60         | 381          | Kunstbauten Kanton Zürich: Nummer 224-004 Höchstgeschwindigkeit 50 km/h PostAuto-Buslinie 529 (Rorbas−Freienstein−Dättlikon−Pfungen) Veloland-Route 53 Töss-Jona-Route, Etappe 1 Eglisau–Turbenthal |
|      | Blinden-Steg                           | Embrach – Dättlikon  |      | Fussgängerbrücke                                                                     | Fachwerkbrücke | Stahl    | 38         | 374          | Stahlfachwerkbrücke mit Holzboden, gebaut 2010, ersetzte Holzsteg von 1991 Kunstbauten Kanton Zürich: Nummer 215-301 Übergang ist nicht behindertengerecht (Treppen) Wanderweg Flussabwärts befindet sich das national geschützte Auengebiet Dättlikon-Freienstein. |
|      | Unbenannter Steg                       | Freienstein          |      | Fussgängerbrücke                                                                     | Balkenbrücke   | Stahl    | 40         | 356          | Brücke mit Treppe und abschliessbarem Tor Privater Steg des Kraftwerks Freienstein Auf der linken Flussseite befindet sich das national geschützte Auengebiet Dättlikon-Freienstein. |
|      | Rohrleitungen-Brücke                   | Rorbas – Freienstein |      | Rohrleitungsbrücke                                                                   | Fachwerkbrücke | Stahl    | 28         | 356          | |
|      | Unbenannte Brücke                      | Rorbas – Freienstein |      | Strassenbrücke (einspurig), dient heute nur noch Fussgängern und Velofahrern         | Fachwerkbrücke | Stahl    | 20         | 356          | Gebaut 1939, ersetzte Brücke von 1896 Das Bauwerk ist denkmalgeschützt. Allgemeines Fahrverbot Höchstgewicht 3,5 t Metallpoller dienen als Durchfahrtssperre. |
|      | Irchelstrasse-Brücke                   | Rorbas – Freienstein |      | Strassenbrücke (zweispurig) mit Trottoirs und Abwasserleitung unterhalb der Fahrbahn | Balkenbrücke   | Beton    | 123        | 356          | Gebaut 1934–1936 Kunstbauten Kanton Zürich: Nummer 068-001 Höchstgeschwindigkeit 60 km/h PostAuto-Buslinie 521 (Freienstein−Rorbas–Embrach–Flughafen) |
|      | Alte-Brücke (Römerbrücke)              | Rorbas – Freienstein |      | Strassenbrücke (zweispurig)                                                          | Bogenbrücke    | Stein    | 67         | 356          | Gebaut 1806–1808, älteste bestehende Tössbrücke, ersetzte gedeckte Holzbrücke von 1521 Das Bauwerk ist denkmalgeschützt. Engpass Verbot für Lastwagen: Fahrzeuge öffentlicher Dienste gestattet Höchstgeschwindigkeit 30 km/h PostAuto-Buslinien 521 (Freienstein−Rorbas–Embrach–Flughafen), 522 (Embrach−Rorbas−Freienstein−Teufen ZH) und529 (Rorbas−Freienstein−Dättlikon−Pfungen) Veloland-Route 60 Studenland-Töss-Römer-Route, Etappe 2 Bülach–Steckborn Wanderland-Route 903 Tössegg-Klettgau-Weg, Etappe 1 Winterthur–Rüdlingen AWEL Hydrometrische Messstation Nr. 570 Töss-Freienstein befindet sich flussaufwärts auf der rechten Flussseite der Brücke. |
|      | Heerensteg-Brücke                      | Rorbas               |      | Strassenbrücke (zweispurig)                                                          | Bogenbrücke    | Stahl    | 50         | 351          | Gebaut 1906, ausgebaut mit Fahrbahnplatte 1995, der letzte Holzsteg wurde 1906 von der hochgehenden Töss weggerissen Kunstbauten Kanton Zürich: Nummer 068-301 Wanderland-Route 903 Tössegg-Klettgau-Weg, Etappe 1 Winterthur–Rüdlingen |
|      | Tössegg-Steg                           | Eglisau – Tössegg    |      | Fussgänger- und Velobrücke                                                           | Balkenbrücke   | Stahl    | 94         | 344          | Stahlbetonbohlensteg mit Aluminiumgeländer, gebaut 1964, ersetzte Holzsteg von 1941, der sich näher an der Tössmündung zum Rhein befand Kunstbauten Kanton Zürich: Nummer 055-201 Veloland-Route 2 Rhein-Route, Etappe 7 Schaffhausen–Bad Zurzach und Route 53 Töss-Jona-Route, Etappe 1 Eglisau–Turbenthal Wanderweg Das Bauwerk befindet sich im national geschützten Auengebiet Freienstein-Tössegg. |